# Arno Schickedanz

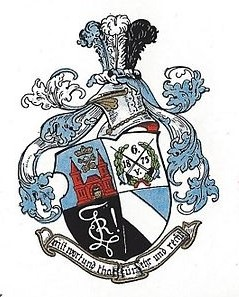
Den balttyska studentföreningen Corps Rubonias vapensköld.

Arno Wolfgang Schickedanz, född den 27 december 1892 i Riga, död den 15 april 1945 i Berlin, var en balttysk diplomat och politiker.

## Biografi
Schickedanz var Stabsleiter (stabschef) vid NSDAP:s utrikespolitiska byrå 1933–1945, underordnad Alfred Rosenberg. Senare var han tillika stabschef vid Ostministerium. Det var meningen att Schickedanz skulle bli generalkommissarie för det planerade Rikskommissariatet Kaukasus, vilket dock aldrig kom till stånd. Efter Röda arméns intåg i Tyskland begick Schickedanz självmord tillsammans med sin hustru och dotter.
Schickedanz tillhörde den balttyska kretsen inom de tyska nationalsocialitiska leden som hade gemensamma kopplingar till den tysk-nationalistiska studentföreningen Corps Rubonia i Riga. Andra medlemmar i Corps Rubonia var bland annat Alfred Rosenberg, Max Erwin von Scheubner-Richter, Otto von Kursell och Hugo Wittrock.